# Земська статистика
Земська статистика — статистичні матеріали і дослідження, здійснювані земськими установами (див. Земства) переважно в господарській, зокрема с.-г. галузі, частково — у демографії, освіті, місцевій промисловості, торгівлі та в діяльності самих земств. Медична справа, страхування, іноді шкільна освіта мали свою статистику, яка перебувала у віданні спеціальних, а не земських установ. З.с. виникла внаслідок потреби земств у збиранні відомостей про цінність і прибутковість земель та іншої нерухомості, що підлягали земському оподаткуванню. 1882 було утворено статичтичне відділення при Московському юридичному товаристві, яке виконувало координаційну й науково-дослідну роботу. З.с. поділялася на основну й поточну. За обсягами здійснюваних робіт вона не мала аналогів в іноземних державах. Від 1874 почало діяти статистичне бюро Херсонського, 1875 – Чернігівського, 1880 – Харківського, 1881 – Катеринославського, Полтавського, 1884 – Таврійського губернських земств.

## Основні школи
На початковому етапі З.с. розвивалася в двох основних напрямах. Представники т. зв. московського напряму (найвідоміший – В.Орлов) віддавали перевагу дослідженням складу населення та його господарської діяльності, а представники т. зв. чернігівського напряму (ініціатори – П.Червінський, В.Варзар) – головним об'єктом дослідження вважали дохідність і продуктивність землі. Згодом розбіжності між цими напрямами знівелювалися.
Велику роль у розвитку статистичних досліджень відіграли В.Птуха і О.Русов. Перша в історії статистики комбінаційна таблиця була розроблена чернігівським статистиком О.Шликевичем. Чималий фактичний матеріал, зібраний земськими статистиками, був і залишається донині досить серйозним підґрунтям для наукового вивчення передусім аграрного сектору економіки Росії та України після селянської реформи 1861, хоча невпорядкованість тогочасних засобів і методів збирання й обробки даних істотно ускладнює здійснення порівняльного аналізу. Свого часу практичну цінність мали праці земських статистиків з оцінки земель і народного продовольства.

## Етапи розвитку
У своєму розвиткові від 1870 до 1917 З.с. пройшла три етапи:

1) виникнення й початкового проведення статистичних робіт (1870–94, у цей період вона була незалежною від царського уряду);

2) розширення програм статистичних обстежень, включаючи майнову оцінку (1894–1900, на цьому етапі З.с. перебувала під урядовим контролем);

3) системних досліджень за рахунок державного фінансування (1900–17, на цьому етапі З.с. стала повністю залежною від уряду). Фактично статистична діяльність земських установ припинилася під час Першої світової війни.